# Sebastián Crismanich
Sebastián Eduardo Crismanich född 30 oktober 1986 i Corrientes i Argentina, är en argentinsk taekwondoutövare. Han tog en guldmedalj i 80 kilos-klassen vid olympiska sommarspelen 2012 i London. Crismanich har också vunnit en guldmedalj vid de panamerikanska spelen 2011 i Guadalajara.